# Башня Пуййо
Башня Пуййо (фин. Puijon torni) — 75-метровая телевизионная башня в городе Куопио, Финляндия. В башне также расположен вращающийся ресторан на 100 мест и обзорная площадка. Ресторан работает с 1963 года (с момента постройки башни) и является первым вращающимся рестораном в Скандинавии. За время существования башни её посетило более 5,5 млн туристов.
Современная башня Пуййо стала уже третьей. Первая башня была построена в 1856 году, вторая — в 1900 (она была разобрана в 1963 году после открытия третьей, современной башни). Около западной стороны башни расположены три очень популярных у туристов лыжных трамплина. Международная федерация лыжного спорта ежегодно проводит здесь Всемирный кубок по прыжкам на лыжах.
Большая часть территории на горе Пуййо является заповедной зоной, но по ней проложено множество лыжных и велосипедных маршрутов.

## Галерея
- Первая башня (1853 года) в 1900 году
- Вторая и третья башни в 1963. Новая башня только что закончена, старую предстоит разобрать.
- Вид на центральную часть Куопио с башни, 2003 год
- Трамплины Куопио и вид на башню Пуййо, 17 июля 2006 года
- Гора Пуййо и башня Пуййо на фоне озера Каллавеси, 11 июня 2005 года